# یوتیکا (نبراسکا)
یوتیکا(به انگلیسی: Utica) شهری در ایالت نبراسکا کشور ایالات متحده آمریکا است که جمعیت آن در سرشماری سال ۲۰۱۰ میلادی، ۸۶۱ نفر بوده‌است.